# Robert Wall
Robert Alan (Bob) Wall (San José, California; 22 de agosto de 1939-Los Ángeles, California; 31 de enero de 2022) fue un actor, guionista, productor y artista marcial estadounidense, varias veces campeón de peso pesado en kickboxer en la disciplina japonesa del Karate. Fue reconocido por haber aparecido en algunas películas del género junto a Bruce Lee.

## Biografía
Fue cultor con grado de cinturón negro en la disciplina del Karate en el estilo Okinawa-te, Shorin- Ryu, y en grado noveno en Tang Soo Do, un estilo que aprendió de Chuck Norris. En 1966 fue cofundador de la Sherman Oak Karate Studios junto a Joe Lewis en 1970, que más tarde pasaría a ser dueño su Sensei, Chuck Norris.
Wall (1,83 m de estatura) fue campeón y subcampeón en la categoría peso pesado en varios torneos de Karate entre 1965 y 1972 conquistando títulos consecutivamente en 1970,1971 y 1972.
Estableció un fuerte vínculo de amistad y colaboración con el artista marcial de origen chino-americano Bruce Lee y participó en films como Way of the Dragon, Enter the Dragon y Game of Death.
Su papel más reconocido es como el lugarteniente O´Hara en el film de 1973,  Enter the Dragon (Operación Dragón en español) donde realiza su mejor actuación como un cruel lugarteniente de Han (Shih Kien), el jefe de una isla privada y su rememorable combate con Lee. Existe una teoría conspirativa sobre la realización del film, indicando que Wall nunca pudo congeniar con Bruce Lee, y que, durante la escena con una botella rota en la mano, Wall le habría provocado un corte en la mano -supuestamente en forma premeditada- que enfureció a Lee, dando paso a una pelea real fuera de libreto, iniciada con la patada lateral que Lee propina a Wall arrojándolo sobre sillas y los demás luchadores, la cual se puede ver dentro de la película. Sin embargo, Wall y otras personas del equipo presentes en el set han negado este mito, declarando que el incidente fue intencionalmente exagerado por las publicaciones que lo difundieron, y que en la realidad Wall y Lee  fueron excelentes amigos, de hecho apareció en más de un film donde actúa Lee.
Ha aparecido como artista invitado en cinco capítulos de la serie de TV Walker, Texas Ranger junto a Norris y es fundador y presidente ejecutivo de la Black Belt Association Inc.
Sus últimas apariciones fueron en 2020 en los films: The Search for Count Dante  y Anatomy of an Antihero: Redemption como Maestro Wall
Wall falleció a los 82 años por una causa no informada el 30 de enero de 2022.